# Procarididae
Procarididae is een familie van kreeftachtigen uit de klasse van de Malacostraca (hogere kreeftachtigen).

## Geslachten
- Procaris Chace & Manning, 1972
- Vetericaris Kensley & Williams, 1986